# Coppa panamericana femminile under 23 di pallavolo 2024
La Coppa panamericana femminile under 23 di pallavolo 2024, 7ª edizione dell'omonima competizione femminile di pallavolo, si è svolta dal 3 al 8 settembre 2024 a Xalapa, in Messico: al torneo hanno partecipato otto squadre nazionali under 23 nordamericane e sudamericane e la vittoria finale è andata per la prima volta a Cuba.

## Impianti
|                                                                               |  |  |
|                                                                               |  |  |
| Xalapa International Velodrome Città: Xalapa Capienza: 3 200 Anno d'apertura: |  |  |

## Regolamento

### Formula
Le squadre hanno disputato una prima fase a gironi con formula del girone all'italiana; al termine della prima fase:
- Le prime tre classificate di ogni girone hanno acceduto alla fase finale per il primo posto, strutturata in quarti di finale, a cui hanno partecipato solo le seconde e le terze classificate, semifinali, finale per il terzo posto e finale.
- Le quarte classificate di ogni girone e le due eliminate ai quarti di finale della fase finale per il primo posto hanno acceduto alla fase finale per il quinto posto, strutturata in semifinali, finale per il settimo posto e finale per il quinto posto.

### Criteri di classifica
Se il risultato finale è stato di 3-0 sono stati assegnati 5 punti alla squadra vincente e 0 a quella sconfitta, se il risultato finale è stato di 3-1 sono stati assegnati 4 punti alla squadra vincente e 1 a quella sconfitta, se il risultato finale è stato di 3-2 sono stati assegnati 3 punti alla squadra vincente e 2 a quella sconfitta.
L'ordine del posizionamento in classifica è stato definito in base a:
- Numero di partite vinte;
- Punti;
- Ratio dei set vinti/persi;
- Ratio dei punti realizzati/subiti;
- Risultati degli scontri diretti.

## Squadre partecipanti
| Squadra         | Qualificazione      | Ultima partecipazione |
| --------------- | ------------------- | --------------------- |
| Cile            | -                   | Perù 2018             |
| Costa Rica      | -                   | Messico 2023          |
| Cuba            | -                   | Messico 2023          |
| Messico         | Paese organizzatore | Messico 2023          |
| Nicaragua       | -                   | Debutto               |
| Perù            | -                   | Messico 2023          |
| Rep. Dominicana | -                   | Messico 2023          |
| Suriname        | -                   | Messico 2021          |

## Torneo

### Fase a gironi
| Girone A        | Girone B  |
| --------------- | --------- |
| Cile            | Messico   |
| Costa Rica      | Nicaragua |
| Cuba            | Perù      |
| Rep. Dominicana | Suriname  |

#### Girone A

##### Risultati
| 3 settembre 2024 Xalapa International Velodrome, Xalapa Durata: 1h:15 - Spettatori: 100   | Rep. Dominicana | 3 - 0 | Costa Rica      | 25-18, 25-16, 25-17        |
| 3 settembre 2024 Xalapa International Velodrome, Xalapa Durata: 1h:57 - Spettatori: 1 000 | Cuba            | 3 - 1 | Cile            | 19-25, 25-23, 27-25, 25-13 |
| 3 settembre 2024 Xalapa International Velodrome, Xalapa Durata: 1h:14 - Spettatori: 100   | Costa Rica      | 0 - 3 | Cuba            | 16-25, 20-25, 14-25        |
| 4 settembre 2024 Xalapa International Velodrome, Xalapa Durata: 1h:33 - Spettatori: 500   | Cile            | 1 - 3 | Rep. Dominicana | 25-21, 11-25, 20-25, 13-25 |
| 5 settembre 2024 Xalapa International Velodrome, Xalapa Durata: 1h:27 - Spettatori: 150   | Costa Rica      | 0 - 3 | Cile            | 22-25, 23-25, 20-25        |
| 5 settembre 2024 Xalapa International Velodrome, Xalapa Durata: 1h:25 - Spettatori: 800   | Rep. Dominicana | 3 - 0 | Cuba            | 25-22, 25-22, 25-20        |

##### Classifica
| Pos. | Squadra         | Pt | G | V | P | SV | SP | Ratio | PF  | PS  | Ratio |
| ---- | --------------- | -- | - | - | - | -- | -- | ----- | --- | --- | ----- |
| 1    | Rep. Dominicana | 14 | 3 | 3 | 0 | 9  | 1  | 9,000 | 246 | 184 | 1,336 |
| 2    | Cuba            | 9  | 3 | 2 | 1 | 6  | 4  | 1,500 | 235 | 211 | 1,113 |
| 3    | Cile            | 7  | 3 | 1 | 2 | 5  | 6  | 0,833 | 230 | 257 | 0,894 |
| 4    | Costa Rica      | 0  | 3 | 0 | 3 | 0  | 9  | 0,000 | 166 | 225 | 0,737 |

      Qualificata alle semifinali per il primo posto.
      Qualificata ai quarti di finale per il primo posto.
      Qualificata alle semifinali per il quinto posto.

#### Girone B

##### Risultati
| 3 settembre 2024 Xalapa International Velodrome, Xalapa Durata: 1h:38 - Spettatori: 200   | Perù      | 3 - 1 | Nicaragua | 25-17, 21-25, 25-16, 25-15 |
| 3 settembre 2024 Xalapa International Velodrome, Xalapa Durata: 1h:04 - Spettatori: 2 000 | Messico   | 3 - 0 | Suriname  | 25-13, 25-13, 25-11        |
| 3 settembre 2024 Xalapa International Velodrome, Xalapa Durata: 1h:03 - Spettatori: 100   | Perù      | 3 - 0 | Suriname  | 25-5, 25-10, 25-13         |
| 4 settembre 2024 Xalapa International Velodrome, Xalapa Durata: 1h:06 - Spettatori: 1 500 | Nicaragua | 0 - 3 | Messico   | 10-25, 17-25, 13-25        |
| 5 settembre 2024 Xalapa International Velodrome, Xalapa Durata: 1h:05 - Spettatori: 150   | Suriname  | 0 - 3 | Nicaragua | 21-25, 12-25, 15-25        |
| 5 settembre 2024 Xalapa International Velodrome, Xalapa Durata: 1h:26 - Spettatori: 2 200 | Messico   | 3 - 0 | Perù      | 25-23, 25-19, 25-21        |

##### Classifica
| Pos. | Squadra   | Pt | G | V | P | SV | SP | Ratio | PF  | PS  | Ratio |
| ---- | --------- | -- | - | - | - | -- | -- | ----- | --- | --- | ----- |
| 1    | Messico   | 15 | 3 | 3 | 0 | 9  | 0  | MAX   | 225 | 140 | 1,607 |
| 2    | Perù      | 9  | 3 | 2 | 1 | 6  | 4  | 1,500 | 234 | 176 | 1,329 |
| 3    | Nicaragua | 6  | 3 | 1 | 2 | 4  | 6  | 0,666 | 188 | 219 | 0,858 |
| 4    | Suriname  | 0  | 3 | 0 | 3 | 0  | 9  | 0,000 | 113 | 225 | 0,502 |

      Qualificata alle semifinali per il primo posto.
      Qualificata ai quarti di finale per il primo posto.
      Qualificata alle semifinali per il quinto posto.

### Fase finale
|  | Quarti | Quarti    | Quarti |  |  | Semifinali | Semifinali      | Semifinali |  |                 | Finale          | Finale          | Finale |
|  |        |           |        |  |  |            |                 |            |  |                 |                 |                 |        |
|  |        |           |        |  |  | 1A         | Rep. Dominicana | 3          |  |                 |                 |                 |        |
|  |        |           |        |  |  | 1A         | Rep. Dominicana | 3          |  |                 |                 |                 |        |
|  |        |           |        |  |  | 3A         | Cile            | 0          |  |                 |                 |                 |        |
|  | 2B     | Perù      | 1      |  |  | 3A         | Cile            | 0          |  |                 |                 |                 |        |
|  | 2B     | Perù      | 1      |  |  |            |                 |            |  |                 |                 |                 |        |
|  | 3A     | Cile      | 3      |  |  |            |                 |            |  |                 |                 |                 |        |
|  | 3A     | Cile      | 3      |  |  |            |                 |            |  | 1A              | Rep. Dominicana | 1               |        |
|  |        |           |        |  |  |            |                 |            |  | 1A              | Rep. Dominicana | 1               |        |
|  |        |           |        |  |  |            |                 |            |  |                 | 2A              | Cuba            | 3      |
|  |        |           |        |  |  |            |                 |            |  |                 | 2A              | Cuba            | 3      |
|  |        |           |        |  |  |            |                 |            |  |                 |                 |                 |        |
|  |        |           |        |  |  |            |                 |            |  |                 |                 |                 |        |
|  |        |           |        |  |  | 1B         | Messico         | 2          |  | Finale 3° posto | Finale 3° posto | Finale 3° posto |        |
|  |        |           |        |  |  | 1B         | Messico         | 2          |  |                 |                 |                 |        |
|  |        |           |        |  |  | 2A         | Cuba            | 3          |  |                 | 3A              | Cile            | 1      |
|  | 2A     | Cuba      | 3      |  |  |            | Cuba            | 3          |  |                 | 3A              | Cile            | 1      |
|  | 2A     | Cuba      | 3      |  |  |            |                 |            |  | 1B              | Messico         | 3               |        |
|  | 3B     | Nicaragua | 0      |  |  |            |                 |            |  |                 | Messico         | 3               |        |
|  | 3B     | Nicaragua | 0      |  |  |            |                 |            |  |                 |                 |                 |        |

#### Quarti di finale
| 6 settembre 2024 Xalapa International Velodrome, Xalapa Durata: 1h:10 - Spettatori: 100   | Cuba | 3 - 0 | Nicaragua | 25-17, 26-24, 25-16        |
| 6 settembre 2024 Xalapa International Velodrome, Xalapa Durata: 1h:54 - Spettatori: 1 000 | Perù | 1 - 3 | Cile      | 25-21, 18-25, 21-25, 19-25 |

#### Semifinali
| 7 settembre 2024 Xalapa International Velodrome, Xalapa Durata: 1h:36 - Spettatori: 1 500 | Rep. Dominicana | 3 - 0 | Cile | 30-28, 25-21, 29-27               |
| 7 settembre 2024 Xalapa International Velodrome, Xalapa Durata: 2h:05 - Spettatori: 2 500 | Messico         | 2 - 3 | Cuba | 25-18, 22-25, 19-25, 25-22, 14-16 |

#### Finale 3º posto
| 8 settembre 2024 Xalapa International Velodrome, Xalapa Durata: 1h:41 - Spettatori: 2 000 | Cile | 1 - 3 | Messico | 25-20, 23-25, 15-25, 13-25 |

#### Finale
| 8 settembre 2024 Xalapa International Velodrome, Xalapa Durata: 1h:46 - Spettatori: 2 500 | Rep. Dominicana | 1 - 3 | Cuba | 24-26, 25-22, 21-25, 20-25 |

### Finale 5º e 7º posto
|  | Semifinali | Semifinali | Semifinali |            |    | Finale 5º posto | Finale 5º posto | Finale 5º posto |  |
|  |            |            |            |            |    |                 |                 |                 |  |
|  | 2B         | Perù       | 3          |            |    |                 |                 |                 |  |
|  | 2B         | Perù       | 3          |            |    |                 |                 |                 |  |
|  | 4B         | Suriname   | 0          |            |    |                 |                 |                 |  |
|  | 4B         | Suriname   | 0          |            | 2B | Perù            | 3               |                 |  |
|  |            |            |            |            | 2B | Perù            | 3               |                 |  |
|  |            |            | 4A         | Costa Rica | 0  |                 |                 |                 |  |
|  | 3B         | Nicaragua  | 4A         | Costa Rica | 0  | 0               |                 |                 |  |
|  | 3B         | Nicaragua  |            |            |    | 0               |                 |                 |  |
|  | 4A         | Costa Rica | 3          |            |    | Finale 7º posto | Finale 7º posto | Finale 7º posto |  |
|  | 4A         | Costa Rica | 3          |            |    |                 |                 |                 |  |
|  |            |            |            |            |    |                 |                 |                 |  |
|  |            |            |            |            |    | 4B              | Suriname        | 0               |  |
|  |            |            |            |            |    | 4B              | Suriname        | 0               |  |
|  |            |            |            |            |    | 3B              | Nicaragua       | 3               |  |

#### Semifinali
| 7 settembre 2024 Xalapa International Velodrome, Xalapa Durata: 1h:27 - Spettatori: 500 | Costa Rica | 3 - 0 | Nicaragua | 25-22, 25-18, 26-24 |
| 7 settembre 2024 Xalapa International Velodrome, Xalapa Durata: 1h:16 - Spettatori: 800 | Suriname   | 0 - 3 | Perù      | 20-25, 14-25, 15-25 |

#### Finale 7º posto
| 8 settembre 2024 Xalapa International Velodrome, Xalapa Durata: 1h:08 - Spettatori: 150 | Nicaragua | 3 - 0 | Suriname | 25-12, 25-16, 25-15 |

#### Finale 5º posto
| 8 settembre 2024 Xalapa International Velodrome, Xalapa Durata: 1h:18 - Spettatori: 1 000 | Costa Rica | 0 - 3 | Perù | 15-25, 21-25, 20-25 |

## Classifica finale
| Pos     | Squadra         | Rosa |
| ------- | --------------- | --- |
| Oro     | Cuba            | Formazione: 1 Grafort, 3 Kindelan, 4 Li. Garcia, 6 de la Peña, 9 Nold, 10 Gómez, 12 Ruiz, 13 Reyes, 16 Castillo, 18 M. García, 21 James, 22 Hernández, CT: Le. García                 |
| Argento | Rep. Dominicana | Formazione: 3 Hernández, 5 Fernández, 8 Tapia, 9 Mondesi, 10 Arias, 11 González, 14 Liberato, 17 Paniagua, 18 Maleno, 19 Terrero, 23 Cuevas, 28 V. Martínez, CT: Pacheco              |
| Bronzo  | Messico         | Formazione: 1 Salinas, 4 Solar, 6 Zilli, 8 Goris, 11 Oregel, 12 Pérez, 13 Martínez, 15 Herrera, 18 Félix, 20 Padrón, 21 Márquez, 26 Lizarraga, CT: León                               |
| 4       | Cile            | Formazione: 1 Vásquez, 3 Donoso, 5 Bulnes, 7 Aylwin, 10 Allende, 12 Grimalt, 13 Basualto, 14 Barbano, 15 Schwartzman, 17 Trujillo, 18 Nielsen, 19 Numair, CT: Guillaume               |
| 5       | Perù            | Formazione: 1 Braithwaite, 2 Cure, 4 Pauro, 5 Silvano, 6 Cortez, 7 Oblea, 8 Nieves, 9 Hurtado, 11 Chia, 15 Zelada, 16 Távara, 18 Gallegos, CT: Bencardino                             |
| 6       | Costa Rica      | Formazione: 1 Artavia, 2 Arias, 3 Venegas, 5 Thompson, 6 Vargas, 7 Pérez, 8 Álvarez, 12 Cabezas, 14 Rojas, 16 Abarca, 17 Navarro, CT: Godínez                                         |
| 7       | Nicaragua       | Formazione: 3 Roa, 5 N. Brenes, 6 Vargas, 7 Rivera, 9 M. Brenes, 10 Pérez, 13 Zeledón, 14 Valle, 16 Nicolas, 17 Forbes, 18 Barzev, 19 Martínez, CT: Noguera                           |
| 8       | Suriname        | Formazione: 1 Shan. Balkaran, 3 Ladry, 4 Clydesdale, 5 Griffith, 6 Heijmans, 7 Sporkslede, 8 Sengwai, 9 Roethof, 11 Shar. Balkaran, 12 Esseboom, 14 Getrouw, 17 De Graven, CT: Straal |

|  |  | Qualificate ai II Giochi panamericani giovanili |

## Premi individuali
| Premio                 | Nome                  | Squadra         |
| ---------------------- | --------------------- | --------------- |
| MVP                    | Lisania Grafort       | Cuba            |
| Miglior realizzatrice  | Petra Schwartzman     | Cile            |
| Miglior servizio       | Marcela Herrera       | Messico         |
| Miglior difesa         | Brissa Nieves         | Perù            |
| Miglior ricevitrice    | Camila Arias          | Costa Rica      |
| Miglior palleggiatrice | Ailyn Liberato        | Rep. Dominicana |
| Miglior opposto        | Alondra Tapia         | Rep. Dominicana |
| Miglior schiacciatrice | Marcela Herrera       | Messico         |
| Miglior schiacciatrice | Michelle Lizárraga    | Messico         |
| Miglior centrale       | María Ignacia Nielsen | Cile            |
| Miglior centrale       | Yensy Kindelán        | Cuba            |
| Miglior libero         | Camila Arias          | Costa Rica      |

## Statistiche
| Rendimento individuale | Rendimento individuale | Rendimento individuale | Rendimento individuale |
| Pos.                   | Nome                   | Punti                  | Squadra                |
| ---------------------- | ---------------------- | ---------------------- | ---------------------- |
| 1                      | Petra Schwartzman      | 128                    | Cile                   |
| 2                      | Alondra Tapia          | 110                    | Rep. Dominicana        |
| 3                      | Brittany Forbes        | 86                     | Nicaragua              |
| 4                      | Dominga Aylwin         | 74                     | Cile                   |
| 4                      | Lisania Grafort        | 74                     | Cuba                   |

| Attacchi vincenti | Attacchi vincenti | Attacchi vincenti | Attacchi vincenti |
| Pos.              | Nome              | Punti             | Squadra           |
| ----------------- | ----------------- | ----------------- | ----------------- |
| 1                 | Petra Schwartzman | 104               | Cile              |
| 2                 | Alondra Tapia     | 94                | Rep. Dominicana   |
| 3                 | Brittany Forbes   | 73                | Nicaragua         |
| 4                 | Lisania Grafort   | 65                | Cuba              |
| 5                 | Dominga Aylwin    | 63                | Cile              |
| 5                 | Xina Cortez       | 63                | Perù              |

| Muri vincenti | Muri vincenti         | Muri vincenti | Muri vincenti   |
| Pos.          | Nome                  | Punti         | Squadra         |
| ------------- | --------------------- | ------------- | --------------- |
| 1             | María Ignacia Nielsen | 20            | Cile            |
| 2             | Yensy Kindelán        | 19            | Cuba            |
| 3             | Geraldine González    | 13            | Rep. Dominicana |
| 4             | Alondra Tapia         | 11            | Rep. Dominicana |
| 4             | Edisleidys Reyes      | 11            | Cuba            |

| Battute vincenti | Battute vincenti  | Battute vincenti | Battute vincenti |
| Pos.             | Nome              | Punti            | Squadra          |
| ---------------- | ----------------- | ---------------- | ---------------- |
| 1                | Petra Schwartzman | 14               | Cile             |
| 1                | Marcela Herrera   | 14               | Messico          |
| 3                | Jeissy Chia       | 9                | Perù             |
| 3                | Francisca Vásquez | 9                | Cile             |
| 5                | Norma Brenes      | 8                | Nicaragua        |
| 5                | Carolina Oblea    | 8                | Perù             |